# Литораль (Экваториальная Гвинея)
Литораль (фр. , исп. и порт. Litoral) — одна из 7 провинций в Экваториальной Гвинее.
- Административный центр — город Бата, который также является центром Континентального региона (Мбини).
- Площадь — 6 665 км², население — 298 414 человек (2001 год).

## География
Расположена на западе Континентального региона Мбини. Простирается с севера от границы к Камеруном на юг до границы с Габоном. На востоке граничит с провинцией Центро-Сур. Единственная из материковых провинций выходит к океану.

## Административное деление
Провинция делится на 7 муниципалитетов:
- Бата (Bata)
- Мбини (Mbini)
- Кого (Kogo)
- Мачинда (Machinda)
- Битика (Bitika)
- Кориско (Corisco)
- Рио-Кампо (Río Campo)